# Vasile Lehaci
Vasile Lehaci es un deportista rumano que compitió en piragüismo en la modalidad de aguas tranquilas. Ganó tres medallas de plata en el Campeonato Mundial de Piragüismo en los años 1986 y 1990.

## Palmarés internacional
| Campeonato Mundial | Campeonato Mundial | Campeonato Mundial | Campeonato Mundial |
| Año                | Lugar              | Medalla            | Evento             |
| ------------------ | ------------------ | ------------------ | ------------------ |
| 1986               | Montreal (Canadá)  | Medalla de plata   | C2 10 000 m        |
| 1990               | Poznań (Polonia)   | Medalla de plata   | C2 1000 m          |
| 1990               | Poznań (Polonia)   | Medalla de plata   | C2 10 000 m        |